# Trochosa alboguttulata
Trochosa alboguttulata är en spindelart som först beskrevs av Ludwig Carl Christian Koch 1878.  Trochosa alboguttulata ingår i släktet Trochosa och familjen vargspindlar.
Artens utbredningsområde är Queensland. Inga underarter finns listade i Catalogue of Life.